# 소가 히토미

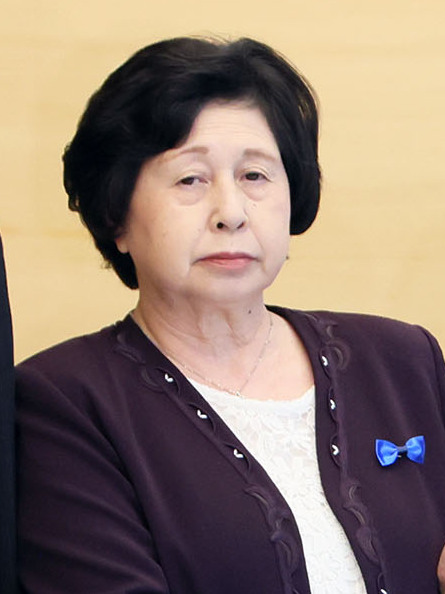
2023년 모습

소가 히토미(일본어: 曽我 ひとみ, 1959년 5월 17일 ~ )는 어머니 소가 미요시와 함께 1978년 일본 사도가섬에서 조선민주주의인민공화국에 납북된 일본인 여성이다. 1980년, 북한의 미국인 망명자 찰스 로버트 젱킨스와 결혼했으며 이후 2명의 딸을 두었다. 2002년에 일본으로의 복귀가 허락되었고, 2년 후에는 남편과 아이들이 그 뒤를 따랐다.

## 북한에서의 납치와 생활
간호사였던 소가는 어머니 미요시(46)와 함께 쇼핑을 마치고 귀국하던 중 1978년 8월 12일 고향 마노초(현 니가타현 사도시)에서 납치돼 북한으로 끌려가 에이전트에게 일본 관습과 언어를 교육한다. 어머니 미요시는 나중에 그녀와 헤어졌고 그 이후로 소식이 끊겼다. 북한은 소가에게 한국식 이름을 민혜경으로 명명했다. 젠킨스에게 영어를 가르쳐 달라는 요청을 받은 1980년 7월 초 만남이 이루어졌고, 이들은 1980년 8월 8일에 결혼했다. 이들에게는 미카(Mika)와 브린다(Brinda)라는 두 딸을 두었다.

## 송환
소가는 2002년 9월 북한이 고국 방문을 허용한 일본인 납북자 5명 가운데 한 명이었다. 비록 짧은 여행이었지만 그녀도 네 명의 동료들처럼 북한으로 돌아오지 못했다. 그녀와 많은 일본인들은 북한에 남겨진 가족들의 석방을 촉구했다. 2004년 7월 9일, 소가는 젠킨스가 체포될 것이라는 우려를 누그러뜨리기 위해 중립 지역으로 선정된 인도네시아 자카르타에서 남편과 두 딸과 재회했다.
젠킨스는 군법회의에 회부되어 탈영 혐의로 일본 주둔 미군 시설에 26일 동안 투옥되었다가 석방되었다. 언론 보도에 따르면 이 가족은 소가의 고향인 사도가섬 마노에 정착했다고 한다.
2012년 10월, 어머니와 다른 납북자들의 석방을 북한 정부에 간청한 것으로 알려졌다. 찰스 로버트 젠킨스는 2017년에 사망했다. 소가는 아이들과 함께 사도가섬에 남아있다.

## 영화
소가는 일본의 2006년 텔레비전 영화 사이카이: 요코타 메구미상노 네가이에서 노리 호리코시 역을 맡았다.

## 관련인
- 요코타 메구미

## 같이 보기
- 납북 일본인 문제